# Бекбоев, Аскарбек Абдыкадырович
Аскарбе́к Абдыкады́рович Бекбо́ев (род. 16 января 1956, Кереге-Таш, Пржевальский район) — киргизский учёный, доктор философских наук, профессор; Заслуженный деятель науки Киргизии.

## Биография
В 1978 году окончил Киргизский государственный университет.
В 1978—1979 годы работал корреспондентом Гостелерадио Киргизской ССР, в 1980—1993 — в Институте философии и права AH Kиргизии (младший научный сотрудник, аспирант, старший научный сотрудник, учёный секретарь, докторант); в 1981—1983 годы стажировался в отделе философии АН Таджикской ССР.
В последующие годы преподавал в Киргизском национальном, Бишкекском гуманитарном университетах (преподаватель, доцент, профессор), был первым проректором, проректором по учебной работе БГУ им. К.Карасаева (1994—2002).
С июня 2005 по 2010 год — ректор Кыргызского государственного университета имени И. Арабаева, одновременно входил в состав Национальной комиссии Кыргызской Республики по делам ЮНЕСКО (заместитель председателя комиссии по науке, 2006—2010).
С 30 декабря 2010 по 17 июля 2012 работал в аппарате правительства Киргизии: заведующий отделом образования и культуры, заместитель заведующего отделом — заведующий сектором образования и науки отдела социального и гуманитарного развития.
В последующие годы — советник по ОНиИП Председателя Федерации Профсоюзов КР, ректор Академии труда и социальных отношений при Федерации профсоюзов Кыргызстана.
Является одним из учредителей Института международного бизнеса (Бишкек).
Председатель Ассоциации вузов Кыргызстана; председатель Комиссии по образованию, науке, культуре и информационной политике Общественной палаты Киргизии. Член Президиума республиканского Экологического движения «Табият».
Почётный президент Центрально-Азиатской федерации прикладных видов спорта, почётный обладатель чёрного пояса по карате (5 Дан).

## Научная деятельность
Руководил проектами:
- Демократизация и гуманитаризация высшей школы (Корпус мира, 1998),
- Демократический кодекс Кыргызстана (администрация Президента Киргизии, 2003—2004),
- Кризисная ситуация и антикризисные возможности образовательной системы современного Кыргызстана (департамент науки Министерства образования и науки, 2006—2008),
- Развитие детей раннего возраста на уровне общин (администрация Президента, 2007),
- Ответственное управление, гражданское образование и участие граждан в развитии демократического общества (Легаси Интернешнл, США, 2007),
- Экологическое образование населения Кыргызстана (комитет лесного хозяйства Киргизии, 2008—2010),
- Научно-практические основы реализации профильного обучения старшей ступени школьного образования Кыргызской Республики (департамент науки Министерства образования и науки, 2008—2010).

Выступает с докладами на международных конференциях.
Член специализированных советов по защите докторских диссертаций при ИФиП НАН КР и КРсУ, при КазНУ им. Аль-Фараби (Алма-Ата). Председатель Экспертного совета НАК КР по философии, политологии, социологии, культурологии и искусствоведению.
Главный редактор научно-познавательного журнала «Академиялык Альманах», «Вестника КГУ им. И. Арабаева»; заместитель главного редактора информационно-аналитического бюллетеня «Саясат. Политика. Politics»; член редакционного совета журнала «Высшее образование Кыргызской Республики».
Подготовил 18 кандидатов и 2 докторов наук.
Почётный профессор университета Сока (Япония, 2008), университета Шыхыдзы (КНР, 2008). Член Международного общества антиковедов (Москва).
Автор более 150 научных и научно-популярных статей и 15 монографий (10 — в соавторстве), 12 учебно-методических работ; более 100 теле- и радиопередач.

### Избранные труды
- Бекбоев А. А. Категории необходимости и случайности в восточном перипатетизме : Автореф. дис. … канд. филос. наук. — Алма-Ата, 1986. — 20 с.
- Бекбоев А. А. Концепция необходимости и случайности в учении античных и восточных мыслителей. — Фрунзе : Илим, 1989. — 129+2 с. — 650 экз.

## Награды
- Отличник образования (1986)
- премия Ленинского комсомола в области науки и техники (1989)
- Медаль «Данк» (2004)
- высшая академическая премия имени И. Ахунбаева в области науки и техники (2005)
- отличник профсоюзного движения, образования и науки (2006)
- медаль «В память о катастрофе на Чернобыльской АЭС» (2008)
- медаль «Кыргыз тили» Национальной комиссии по государственному языку при Президенте КР (2008)
- почётная медаль ассоциации Мин-Он (Япония, 2008)
- Заслуженный деятель науки Киргизии (2009)[2]
- юбилейная медаль КГУ им. И. Арабаева
- юбилейная медаль «75 лет военному факультету КНУ им. Ж. Баласагына».